# Atlantisch orkaanseizoen 1500-1524
Hoewel data niet voor iedere voorgekomen storm beschikbaar zijn uit het Atlantisch orkaanseizoen 1500-1524, waren sommige delen van de kustlijn bevolkt genoeg om betrouwbare gegevens te verzamelen over de waargenomen orkanen. Elk seizoen was een jaarlijkse cyclus van tropische cycloon-formaties in de Atlantisch stroomgebied. De meest tropische cycloonformaties vonden plaats tussen 1 juni en 30 november.

## Stormen
| Jaar | Locatie                | Datum        | Dodental               | Schade/Opmerkingen                           |
| ---- | ---------------------- | ------------ | ---------------------- | -------------------------------------------- |
| 1500 | Bahama's               | juli         | onbekend               | 2 schepen verwoest                           |
| 1502 | Hispaniola             | 1 juli       | onbekend               | 20 schepen, bemanning gesneuveld             |
| 1502 | Dominicaanse Republiek | 11 juli      | 500                    | onbekend                                     |
| 1502 | Honduras               | 16 september | onbekend               | 1 schip gezonken                             |
| 1504 | Noordkust van Colombia | onbekend     | 175                    | onbekend                                     |
| 1508 | Dominicaanse Republiek | 12 augustus  | onbekend               | gehele populatie van Buenaaventura verdwenen |
| 1509 | Santo Domingo          | 29 juli      | onbekend               | matige schade                                |
| 1515 | Puerto Rico            | juli         | dood van veel Indianen | onbekend                                     |
| 1519 | Jamaica                | onbekend     | onbekend               | schip gezonken, 18 overlevenden              |
| 1523 | Florida westkust       | onbekend     | onbekend               | 2 schepen met hun bemanning verloren         |
| 1524 | Cuba                   | oktober      | 73                     | onbekend                                     |